# Kali NetHunter
Kali NetHunter è una piattaforma open source basata su Kali Linux che consente di eseguire penetration testing da dispositivi mobili Android. È stata progettata per consentire agli utenti di eseguire penetration test direttamente dai loro dispositivi mobili, offrendo un'ampia gamma di strumenti di sicurezza.
È disponibile in tre edizioni principali: NetHunter Rootless,  per dispositivi non rootati,
NetHunter Lite, per dispositivi rootati senza kernel personalizzato e NetHunter per dispositivi rootati con kernel personalizzato.
Le immagini ufficiali vengono distribuite da Offensive Security e vengono aggiornate trimestralmente per i dispositivi supportati più popolari tra cui Google Nexus, Samsung Galaxy e OnePlus. Per i dispositivi non ufficialmente supportati, gli utenti possono generare le proprie immagini utilizzando gli script di build di NetHunter disponibili nel repository del progetto. Questo permette di creare immagini personalizzate e ottimizzate per una vasta gamma di dispositivi Android.
Kali NetHunter è un progetto gestito da una comunità di volontari che riceve finanziamenti e supporto da Offensive Security.

## Storico rilasci ed evoluzione
Di seguito un breve storico dei rilasci principali di Kali NetHunter e dell'evoluzione del progetto:
La prima versione stabile è stata rilasciata nel settembre 2014 e supporta solo dispositivi Nexus (5, 7 e 10)
La versione 1.1, del gennaio 2015, ha aggiunto il supporto per i dispositivi Oneplus e aggiunto i layout tastiera non inglesi per gli attacchi HID.
Nel maggio 2015 la versione 1.2 ha aggiunto il supporto per i tablet Nexus 9.
La versione 3.0 è stata rilasciata nel gennaio 2016 dopo una radicale riscrittura dell'applicazione, dell'installer e del framework di compilazione del kernel. Questa versione ha introdotto anche il supporto per i dispositivi Android 5 e 6.
La versione 2019.2 del maggio 2019 è particolarmente significativa perché rappresenta l'unione del progetto con il rolling release di Kali Linux adottando il ciclo di rilascio proprio di Kali Linux. Con questa versione, il numero di dispositivi supportati è salito oltre le 50 unità.
La versione 2019.3 di Kali NetHunter, rilasciata a settembre 2019, ha introdotto il NetHunter App Store come meccanismo predefinito per la distribuzione e l'aggiornamento delle app.
Kali NetHunter 2019.4, rilasciata a dicembre 2019, ha introdotto la Kali NetHunter Desktop Experience (KeX) che permette di utilizzare l'interfaccia desktop completa di Kali Linux da Android, sfruttando l'output HDMI o il casting dello schermo wireless.
Prima di dicembre 2019, Kali NetHunter era disponibile solo per dispositivi Android specifici e ed era necessario che il dispositivo avesse le seguenti caratteristiche:
1. Il dispositivo doveva essere rootato per permettere l'accesso completo alle funzionalità del sistema operativo
2. Doveva avere una Recovery Personalizzata come TWRP (Team Win Recovery Project) per flashare l'immagine di NetHunter sul dispositivo.
3. Avesse un Kernel Compatibile con NetHunter, spesso personalizzato per supportare le funzionalità specifiche di NetHunter come l'injection wireless.
4. Supportasse la Modalità OTG (On-The-Go) per collegare dispositivi esterni come adattatori Wi-Fi, tastiere e altri strumenti di hacking hardware.

Questi requisiti garantivano che il dispositivo fosse in grado di supportare tutte le funzionalità di Kali NetHunter e consentisse di eseguire test di penetrazione e altre operazioni di sicurezza in modo efficace.
- Nel dicembre 2019 sono state rilasciate le edizioni "Kali NetHunter Lite" e "Kali NetHunter Rootless" per consentire l'installazione di Kali NetHunter su dispositivi che non disponevano di kernel specifici per NetHunter e permetterne il suo utilizzo anche su dispositivi non rootati.[14] La versione 2020.1 è stata rilasciata il 28 gennaio 2020 e ha introdotto una suddivisione in tre immagini distinte di NetHunter: Rootless, Lite e Full.[15]

La versione 2020.2del 12 maggio 2020 supportava oltre 160 kernel e 64 dispositivi.
Il 18 agosto 2020 è stata rilasciata la versione 2020.3 che ha aggiunto Bluetooth Arsenal (un set di strumenti che consente di eseguire vari attacchi basati su Bluetooth, come scansione, spoofing, e ping e test di sicurezza sui dispositivi Bluetooth) e supporta i telefoni Nokia 3.1 e Nokia 6.1.
La versione 2020.4 del18 novembre 2020 ha introdotto un nuovo menu delle impostazioni, aggiungendo anche la possibilità di selezionare diverse animazioni di avvio e il supporto per Magisk (strumento per ottenere i permessi di root su dispositivi Android senza modificare permanentemente il sistema).

## Caratteristiche
Oltre agli strumenti classici per i penetration test, NetHunter offre molte altre funzionalità. Può essere utilizzato per la manipolazione del traffico wireless e per condurre attacchi di deauthentication, disassociation e molti altri. Inoltre, permette la creazione di falsi punti di accesso per simulare attacchi di tipo MANA (Man-in-the-Middle Access Point), la simulazione di attacchi da tastiera (attacchi di tipo Teensy) e l'intercettazione di dati scambiati tramite USB, eseguendo attacchi BadUSB man-in-the-middle (MitM). Queste capacità rendono NetHunter uno strumento indispensabile per testare la robustezza di reti e sistemi informatici.

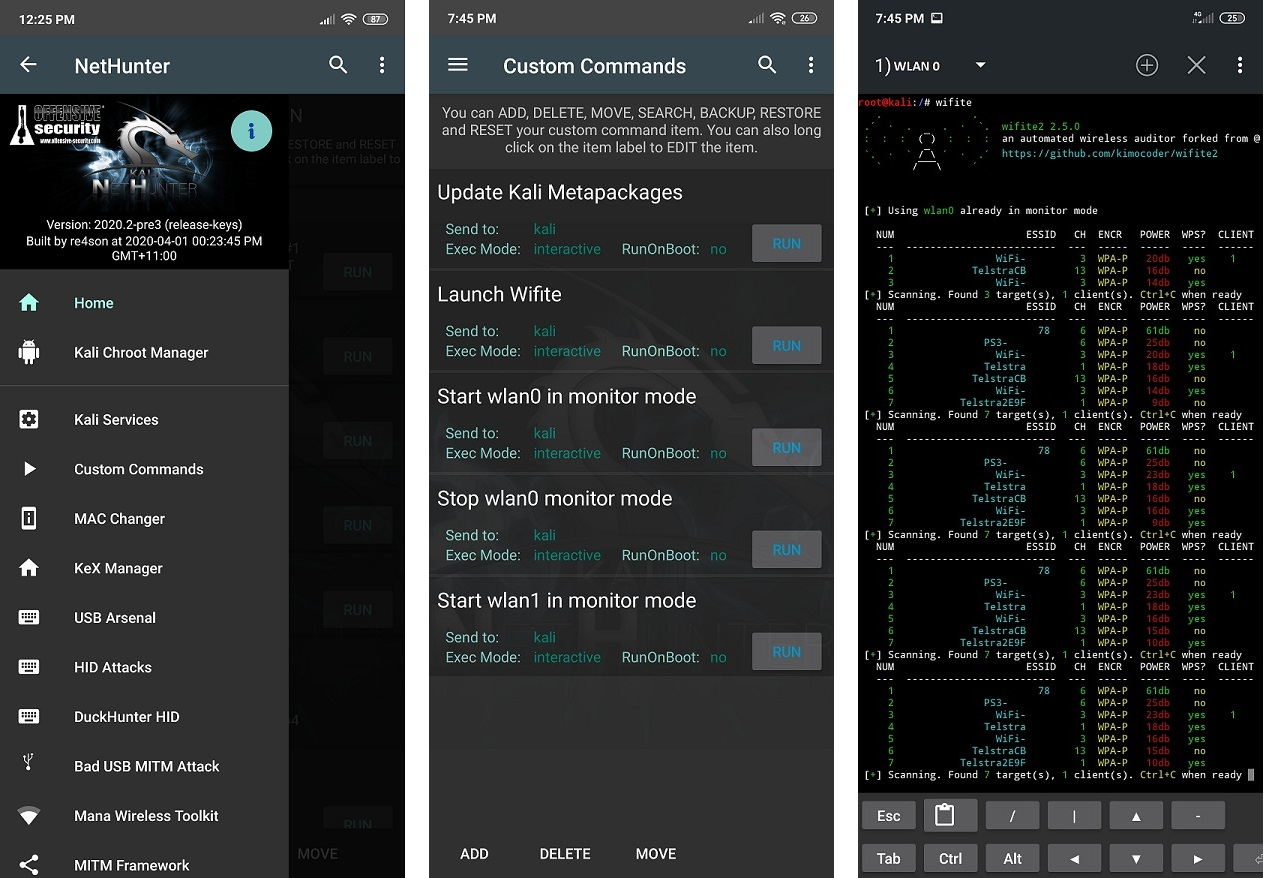
Attacco di monitoraggio wifi, tramite NetHunter, utilizzando l'interfaccia interna wlan0

## App Store di NetHunter
Kali NetHunter dispone di un archivio di applicazioni basato su un fork di F-Droid, dal quale è stata completamente rimossa la telemetria. Questo App Store contiene circa 42 applicazioni (dato aggiornato al 2021).